# Vattenfall Cyclassics 2014
La 19e édition de la Vattenfall Cyclassics a eu lieu le 24 août 2014. Il s'agit de la 19e épreuve de l'UCI World Tour 2014.
Elle a été remportée au sprint par le Norvégien Alexander Kristoff (Katusha).

## Présentation

### Équipes
Dix-neuf équipes participent à cette Vattenfall Cyclassics - dix-huit ProTeams et une équipe continentale professionnelle :
| UCI ProTeams            | UCI ProTeams | UCI ProTeams |
| Nom de l'équipe         | Pays         | Code         |
| ----------------------- | ------------ | ------------ |
| AG2R La Mondiale        | France       | ALM          |
| Astana                  | Kazakhstan   | AST          |
| Belkin                  | Pays-Bas     | BEL          |
| BMC Racing              | États-Unis   | BMC          |
| Cannondale              | Italie       | CAN          |
| Europcar                | France       | EUC          |
| FDJ.fr                  | France       | FDJ          |
| Garmin-Sharp            | États-Unis   | GRS          |
| Giant-Shimano           | Pays-Bas     | GIA          |
| Katusha                 | Russie       | KAT          |
| Lampre-Merida           | Italie       | LAM          |
| Lotto-Belisol           | Belgique     | LTB          |
| Movistar                | Espagne      | MOV          |
| Omega Pharma-Quick Step | Belgique     | OPQ          |
| Orica-GreenEDGE         | Australie    | OGE          |
| Sky                     | Royaume-Uni  | SKY          |
| Tinkoff-Saxo            | Russie       | TCS          |
| Trek Factory Racing     | États-Unis   | TFR          |

| Équipe continentale professionnelle | Équipe continentale professionnelle | Équipe continentale professionnelle |
| Nom de l'équipe                     | Pays                                | Code                                |
| ----------------------------------- | ----------------------------------- | ----------------------------------- |
| NetApp-Endura                       | Allemagne                           | TNE                                 |

## Classement final
|    | Coureur            | Pays        | Équipe                  |    | Temps           | Points UCI |
| -- | ------------------ | ----------- | ----------------------- | -- | --------------- | ---------- |
| 1  | Alexander Kristoff | Norvège     | Katusha                 | en | 5 h 55 min 24 s | 80         |
| 2  | Giacomo Nizzolo    | Italie      | Trek Factory Racing     | +  | m.t             | 60         |
| 3  | Simon Gerrans      | Australie   | Orica-GreenEDGE         |    | m.t             | 50         |
| 4  | Tyler Farrar       | États-Unis  | Garmin-Sharp            |    | m.t             | 40         |
| 5  | Mark Cavendish     | Royaume-Uni | Omega Pharma-Quick Step |    | m.t             | 30         |
| 6  | Marcel Kittel      | Allemagne   | Giant-Shimano           |    | m.t             | 22         |
| 7  | Davide Cimolai     | Italie      | Lampre-Merida           |    | m.t             | 14         |
| 8  | Juan José Lobato   | Espagne     | Movistar                |    | m.t             | 10         |
| 9  | Silvan Dillier     | Suisse      | BMC Racing              |    | m.t             | 6          |
| 10 | Raymond Kreder     | Pays-Bas    | Garmin-Sharp            |    | m.t             | 2          |

## Liste des participants
- « Liste de départ complète »

| Légende | Légende                                                                    | Légende | Légende                                                    |
| ------- | -------------------------------------------------------------------------- | ------- | ---------------------------------------------------------- |
| Num     | Dossard de départ porté par le coureur sur cette Vattenfall Cyclassics     | Pos     | Position à l'arrivée de la course                          |
|         | Indique un maillot de champion national ou mondial, suivi de sa spécialité | NP      | Indique un coureur qui n'a pas pris le départ de la course |
| AB      | Indique un coureur qui n'a pas terminé la course                           | HD      | Indique un coureur qui a terminé la course hors des délais |

| Giant-Shimano GIA | Giant-Shimano GIA                 | Giant-Shimano GIA |
| ----------------- | --------------------------------- | ----------------- |
| Num               | Coureur                           | Pos               |
| 1                 | Roy Curvers (NED)                 | 49e               |
| 2                 | Simon Geschke (GER)               | 88e               |
| 3                 | Reinardt Janse van Rensburg (RSA) | 85e               |
| 4                 | Marcel Kittel (GER)               | 6e                |
| 5                 | Luka Mezgec (SLO)                 | 86e               |
| 6                 | Tom Stamsnijder (NED)             | AB                |
| 7                 | Albert Timmer (NED)               | AB                |
| 8                 | Tom Veelers (NED)                 | 8e                |

| Lotto-Belisol LTB | Lotto-Belisol LTB           | Lotto-Belisol LTB |
| ----------------- | --------------------------- | ----------------- |
| Num               | Coureur                     | Pos               |
| 11                | André Greipel (GER) (Route) | AB                |
| 12                | Lars Ytting Bak (DEN)       | 51e               |
| 13                | Stig Broeckx (BEL)          | 21e               |
| 14                | Gert Dockx (BEL)            | 84e               |
| 15                | Jürgen Roelandts (BEL)      | 30e               |
| 16                | Marcel Sieberg (GER)        | 18e               |
| 17                | Boris Vallée (BEL)          | AB                |
| 18                | Jonas Van Genechten (BEL)   | 23e               |

| Katusha KAT | Katusha KAT                  | Katusha KAT |
| ----------- | ---------------------------- | ----------- |
| Num         | Coureur                      | Pos         |
| 21          | Alexander Kristoff (NOR)     | 1er         |
| 22          | Pavel Brutt (RUS)            | 89e         |
| 23          | Vladimir Gusev (RUS)         | 59e         |
| 24          | Marco Haller (AUT)           | 75e         |
| 25          | Vladimir Isaychev (RUS)      | 120e        |
| 26          | Viatcheslav Kouznetsov (RUS) | 99e         |
| 27          | Gatis Smukulis (LAT)         | AB          |
| 28          | Alexey Tsatevitch (RUS)      | 103e        |

| Movistar MOV | Movistar MOV            | Movistar MOV |
| ------------ | ----------------------- | ------------ |
| Num          | Coureur                 | Pos          |
| 31           | Jesús Herrada (ESP)     | 90e          |
| 32           | Pablo Lastras (ESP)     | 58e          |
| 33           | Juan José Lobato (ESP)  | 8e           |
| 34           | Dayer Quintana (COL)    | 98e          |
| 35           | Enrique Sanz (ESP)      | 26e          |
| 36           | Jasha Sütterlin (GER)   | 101e         |
| 37           | Francisco Ventoso (ESP) | 41e          |
| 38           | Giovanni Visconti (ITA) | 80e          |

| AG2R La Mondiale ALM | AG2R La Mondiale ALM     | AG2R La Mondiale ALM |
| -------------------- | ------------------------ | -------------------- |
| Num                  | Coureur                  | Pos                  |
| 41                   | Davide Appollonio (ITA)  | 11e                  |
| 42                   | Gediminas Bagdonas (LTU) | 44e                  |
| 43                   | Ben Gastauer (LUX)       | 46e                  |
| 44                   | Alexis Gougeard (FRA)    | 100e                 |
| 45                   | Hugo Houle (CAN)         | AB                   |
| 46                   | Julien Bérard (FRA)      | 76e                  |
| 47                   | Julian Kern (GER)        | 53e                  |
| 48                   | Matteo Montaguti (ITA)   | 82e                  |

| Omega Pharma-Quick Step OPQ | Omega Pharma-Quick Step OPQ    | Omega Pharma-Quick Step OPQ |
| --------------------------- | ------------------------------ | --------------------------- |
| Num                         | Coureur                        | Pos                         |
| 51                          | Julian Alaphilippe (FRA)       | 16e                         |
| 52                          | Gianni Meersman (BEL)          | 35e                         |
| 53                          | Mark Cavendish (GBR)           | 5e                          |
| 54                          | Mark Renshaw (AUS)             | 50e                         |
| 55                          | Thomas De Gendt (BEL)          | AB                          |
| 56                          | Guillaume Van Keirsbulck (BEL) | 93e                         |
| 57                          | Matteo Trentin (ITA)           | 27e                         |
| 58                          | Gert Steegmans (BEL)           | 39e                         |

| Tinkoff-Saxo TCS | Tinkoff-Saxo TCS              | Tinkoff-Saxo TCS |
| ---------------- | ----------------------------- | ---------------- |
| Num              | Coureur                       | Pos              |
| 61               | Christopher Juul Jensen (DEN) | 74e              |
| 62               | Evgueni Petrov (RUS)          | 66e              |
| 63               | Jay McCarthy (AUS)            | 114e             |
| 64               | Nicolas Roche (IRL)           | 63e              |
| 65               | Manuele Boaro (ITA)           | 73e              |
| 66               | Nicki Sørensen (DEN)          | AB               |
| 67               | Matti Breschel (DEN)          | 19e              |
| 68               | Nikolay Trusov (RUS)          | 36e              |

| Belkin BEL | Belkin BEL               | Belkin BEL |
| ---------- | ------------------------ | ---------- |
| Num        | Coureur                  | Pos        |
| 71         | Dennis van Winden (NED)  | 94e        |
| 72         | Jos van Emden (NED)      | 83e        |
| 73         | Nick van der Lijke (NED) | 22e        |
| 74         | Jetse Bol (NED)          | AB         |
| 75         | Tom Leezer (NED)         | 68e        |
| 76         | David Tanner (AUS)       | 47e        |
| 77         | Sep Vanmarcke (BEL)      | 12e        |
| 78         | Maarten Wynants (BEL)    | AB         |

| BMC Racing BMC | BMC Racing BMC          | BMC Racing BMC |
| -------------- | ----------------------- | -------------- |
| Num            | Coureur                 | Pos            |
| 81             | Peter Velits (SVK)      | 40e            |
| 82             | Steve Cummings (GBR)    | AB             |
| 83             | Silvan Dillier (SUI)    | 9e             |
| 84             | Thor Hushovd (NOR)      | AB             |
| 85             | Sebastian Lander (DEN)  | 52e            |
| 86             |                         |                |
| 87             | Daniel Oss (ITA)        | AB             |
| 88             | Greg Van Avermaet (BEL) | 61e            |

| Astana AST | Astana AST               | Astana AST |
| ---------- | ------------------------ | ---------- |
| Num        | Coureur                  | Pos        |
| 91         | Valerio Agnoli (ITA)     | 55e        |
| 92         | Borut Božič (SLO)        | 34e        |
| 93         | Enrico Gasparotto (ITA)  | 37e        |
| 94         | Andriy Grivko (UKR)      | 54e        |
| 95         | Francesco Gavazzi (ITA)  | 60e        |
| 96         | Valentin Iglinskiy (KAZ) | 106e       |
| 97         | Ruslan Tleubayev (KAZ)   | 14e        |
| 98         | Arman Kamyshev (KAZ)     | 48e        |

| Trek Factory Racing TFR | Trek Factory Racing TFR | Trek Factory Racing TFR |
| ----------------------- | ----------------------- | ----------------------- |
| Num                     | Coureur                 | Pos                     |
| 101                     | Fabio Silvestre (POR)   | 118e                    |
| 102                     | Fumiyuki Beppu (JPN)    | 112e                    |
| 103                     | Stijn Devolder (BEL)    | 111e                    |
| 104                     | Danilo Hondo (GER)      | 62e                     |
| 105                     | Giacomo Nizzolo (ITA)   | 2e                      |
| 106                     | Grégory Rast (SUI)      | AB                      |
| 107                     | Boy van Poppel (NED)    | 64e                     |
| 108                     | Danny van Poppel (NED)  | 121e                    |

| Sky SKY | Sky SKY                    | Sky SKY |
| ------- | -------------------------- | ------- |
| Num     | Coureur                    | Pos     |
| 111     | Bernhard Eisel (AUT)       | 108e    |
| 112     | Edvald Boasson Hagen (NOR) | 15e     |
| 113     | Richie Porte (AUS)         | AB      |
| 114     | Ian Boswell (USA)          | 113e    |
| 115     | Salvatore Puccio (ITA)     | 56e     |
| 116     | Christopher Sutton (AUS)   | 17e     |
| 117     | Ben Swift (GBR)            | 117e    |
| 118     | Nathan Earle (AUS)         | 116e    |

| Lampre-Merida LAM | Lampre-Merida LAM       | Lampre-Merida LAM |
| ----------------- | ----------------------- | ----------------- |
| Num               | Coureur                 | Pos               |
| 121               | Niccolò Bonifazio (ITA) | 115e              |
| 122               | Matteo Bono (ITA)       | AB                |
| 123               | Davide Cimolai (ITA)    | 7e                |
| 124               | Manuele Mori (ITA)      | 13e               |
| 125               | Sacha Modolo (ITA)      | AB                |
| 126               | Jan Polanc (SLO)        | 25e               |
| 127               | Andrea Palini (ITA)     | 24e               |
| 128               | Xu Gang (CHN)           | 104e              |

| Orica-GreenEDGE OGE | Orica-GreenEDGE OGE         | Orica-GreenEDGE OGE |
| ------------------- | --------------------------- | ------------------- |
| Num                 | Coureur                     | Pos                 |
| 131                 | Simon Gerrans (AUS) (Route) | 3e                  |
| 132                 | Michael Albasini (SUI)      | 87e                 |
| 133                 | Mathew Hayman (AUS)         | 69e                 |
| 134                 | Luke Durbridge (AUS)        | 67e                 |
| 135                 | Matthew Goss (AUS)          | 92e                 |
| 136                 | Svein Tuft (CAN) (Route)    | AB                  |
| 137                 | Simon Yates (GBR)           | 79e                 |
| 138                 | Jens Keukeleire (BEL)       | 43e                 |

| FDJ.fr FDJ | FDJ.fr FDJ                  | FDJ.fr FDJ |
| ---------- | --------------------------- | ---------- |
| Num        | Coureur                     | Pos        |
| 141        | William Bonnet (FRA)        | AB         |
| 142        | David Boucher (FRA)         | AB         |
| 143        | Sébastien Chavanel (FRA)    | 105e       |
| 144        | Mickaël Delage (FRA)        | 96e        |
| 145        | Arnaud Démare (FRA) (Route) | 45e        |
| 146        | Francis Mourey (FRA)        | AB         |
| 147        | Yoann Offredo (FRA)         | 32e        |
| 148        | Arnold Jeannesson (FRA)     | 95e        |

| Garmin-Sharp GRS | Garmin-Sharp GRS                  | Garmin-Sharp GRS |
| ---------------- | --------------------------------- | ---------------- |
| Num              | Coureur                           | Pos              |
| 151              | Jack Bauer (NZL)                  | 91e              |
| 152              | Tyler Farrar (USA)                | 4e               |
| 153              | Lasse Norman Hansen (DEN)         | 107e             |
| 154              | Raymond Kreder (NED)              | 10e              |
| 155              | Sebastian Langeveld (NED) (Route) | AB               |
| 156              | Nick Nuyens (BEL)                 | 97e              |
| 157              | Dylan van Baarle (NED)            | 81e              |
| 158              | Steele Von Hoff (AUS)             | 28e              |

| Cannondale CAN | Cannondale CAN         | Cannondale CAN |
| -------------- | ---------------------- | -------------- |
| Num            | Coureur                | Pos            |
| 161            | Alberto Bettiol (ITA)  | AB             |
| 162            | Kristjan Koren (SLO)   | 29e            |
| 163            | Marco Marcato (ITA)    | 72e            |
| 164            | Jean-Marc Marino (FRA) | AB             |
| 165            | Moreno Moser (ITA)     | AB             |
| 166            | Fabio Sabatini (ITA)   | AB             |
| 167            | Juraj Sagan (SVK)      | 119e           |
| 168            | Davide Villella (ITA)  | AB             |

| Europcar EUC | Europcar EUC           | Europcar EUC |
| ------------ | ---------------------- | ------------ |
| Num          | Coureur                | Pos          |
| 171          | Bryan Coquard (FRA)    | 33e          |
| 172          | Antoine Duchesne (CAN) | 77e          |
| 173          | Yohann Gène (FRA)      | 65e          |
| 174          | Tony Hurel (FRA)       | AB           |
| 175          | Davide Malacarne (ITA) | 109e         |
| 176          | Alexandre Pichot (FRA) | 38e          |
| 177          | Björn Thurau (GER)     | 110e         |
| 178          | Angélo Tulik (FRA)     | 78e          |

| NetApp-Endura TNE | NetApp-Endura TNE         | NetApp-Endura TNE |
| ----------------- | ------------------------- | ----------------- |
| Num               | Coureur                   | Pos               |
| 181               | Jan Bárta (CZE)           | 42e               |
| 182               | Cesare Benedetti (ITA)    | 31e               |
| 183               | Ralf Matzka (GER)         | 122e              |
| 184               | Zakkari Dempster (AUS)    | AB                |
| 185               | Andreas Schillinger (GER) | 57e               |
| 186               | Daniel Schorn (AUT)       | 70e               |
| 187               | Scott Thwaites (GBR)      | 20e               |
| 188               | Paul Voss (GER)           | 71e               |